# Нейко Азманов
Нейко Петров Азманов е виден български учител и общественик от Копривщица. Извършва първите залесявания с борови фиданки в околностите на града, с което се поставя началото на първото в България Дружество за залесяване.
В годините след Освобождението, окръжните училищни инспектори в България получават указания от Министерството на народното просвещение да започнат да откриват малки разсадници, в които учениците да сеят отбрани семена от горски и овощни видове, за да се научат да произвеждат фиданки, които да засаждат в района. Нейко Азманов търси съдействие от училищния инспектор Никола Доспевски, който през пролетта на 1901 г. му изпраща 2 сандъка с около 2000 иглолистни фиданки от Боровец.
Азманов веднага ги засажда близо до училището в Копривщица и ги загражда, за да бъдат предпазени. Фиданките израстват в учредения разсадник, а през 1904 година под ръководството на Азманов биват извадени и пренесени за засаждане в местностите „Свети Никола“ и „Войводенец“.
Нейко Азманов е закрилник на създадените култури и запазените в недостъпните местности хубави гори. Особено непримирим е към изсичането на големите букови гори на връх Богдан и в местността Гърми дол през 50-те години на XX век.

## Други дейности
Нейко Азманов е активен деятел на читалищното дело в Копривщица. Взима участие като актьор в театралните постановки на читалищния самодеен театър. Заедно с Евтимий Сапунджиев, Анна Каменова, Филип Палавеев и Петко Будинов са сред инициаторите на учредяването на Общия копривщенски музей към местното читалище. Участва в подбирането и подреждането на читалищната музейната експозиция, която по-късно е преместена в родната къща на Тодор Каблешков. През 1926 г. той е председател на комитета „20-ти април 1876“, организирал честването на петдесет години от Априлското въстание и е един от инициаторите за построяването на мавзолея костница в чест на априлци.
По инициатива на Нейко Азманов се слага началото на честването на годишнините от смъртта на Георги Бенковски край Рибарица, Тетевенско.

## Семейство
Елена Никитова (14 август 1890 – 1 юни 1972)